# إيتومبيارا
إيتومبيارا (بالبرتغالية: Itumbiara‏) هي بلدية تقع في البرازيل في غوياس. يقدر عدد سكانها بـ 93,762 نسمة ومساحتها 2.461.280 كم2 وترتفع عن سطح البحر 448 متر.

## أعلام
- خوسيه روبيرتو دي أوليفيرا
- دانتي امارال
- لياندرو دا سيلفا